# Émery Robichaud
Pour les articles homonymes, voir Robichaud.
Émery Robichaud est un homme politique canadien. Il est né le 3 février 1943 à Inkerman, au Nouveau-Brunswick. Il a été député de la circonscription de Caraquet à l'Assemblée législative du Nouveau-Brunswick de 1982 à 1987 en tant que progressiste-conservateur ainsi que président du DSL de Pokemouche. Il a une épouse, Sylvie, ainsi que trois enfants, Mireille, Joël et Steve.